# Örvényes
Örvényes (németül: Erewin) község Veszprém vármegyében, a Balatonfüredi járásban. Korábban, Szent István magyar király korától egészen az 1945-ös megyerendezésig Zala vármegyéhez tartozott.

## Fekvése
A Balaton északi partján, a Tihanyi-félsziget közelében fekszik. Az ófalu a tó partjától kissé távolabb, a térséget átszelő országút és vasútvonal északi oldalán helyezkedik el; némileg különálló településrésze Tanítótelep a belterület keleti részén, a vasút és a part között.
Mindössze négy települési szomszédja van: északkelet felől Aszófő, kelet-délkelet felől Tihany, délnyugat felől Balatonudvari, észak-északnyugat felől pedig Pécsely; csak kevés híja van annak, hogy nem határos északnyugat felől még Vászollyal is.

### Megközelítése
Közúton csak a 71-es főúton érhető el, Aszófő vagy Balatonudvari érintésével.
A hazai vasútvonalak közül a Székesfehérvár–Balatonfüred–Tapolca-vasútvonal érinti, melynek egy megállási pontja van a határai között; Örvényes megállóhely a belterület délnyugati szélén helyezkedik el, az ófalutól és Tanítóteleptől is csak pár száz méter távolságra; közúti elérését a 71-es főút felől egy önkormányzati út (települési nevén Szent Imre utca) biztosítja.

## Története
A település és környéke - az itt talált leletek alapján - ősidők óta lakott hely volt.
Örvényes Árpád-kori település. Nevét már 1093-ban említették Ermenes néven, később írták Eurmenus, Ermenus, Ewrmenes, Wrmenes alakban; eredeti jelentése őrményes, azaz őrleményes lehetett, ami a vízimalmokra utal.
1211-ben a Tihanyi Bencés Apátság birtokaként említették.
A törökök alatt 1593-ban szinte teljesen elnéptelenedett.
1733-ban Grasso tihanyi apát Rajnavidék-Pfalz-ból származó német telepesekkel népesítette be. Ennek emlékére szerepel Örvényes címerében a tartományi címerrészlet.
Lakói elsősorban szőlészettel, borászattal és idegenforgalommal foglalkoznak.
Örvényes körül fekszik a Balaton-felvidéki Nemzeti Park, amelyben a Pécsely-patak völgye, északra, a régi bánya feletti őstölgyes, vagy a három kilométerre lévő Zádor-vár romjai is találhatók.
A falut ölelő lankákon őshonos balatoni szőlőfajtákat (olaszrizling, rizlingszilváni) termesztenek.

## Közélete

### Polgármesterei
- 1990–1994: Huszár Zoltán (független)[4]
- 1994–1998: Ther Antal (FKgP)[5]
- 1998–2002: Huszár Zoltán (független)[6]
- 2002–2006: Huszár Zoltán (független)[7]
- 2006–2010: Huszár Zoltán (független)[8]
- 2010–2014: Huszár Zoltán (független)[9]
- 2014–2019: Huszár Zoltán (független)[10]
- 2019–2024: Huszár Zoltán (független)[11]
- 2024– : Huszár Zoltán (független)[1]

## Népesség
A település népességének változása:
| Lakosok száma | 158  | 147  | 136  | 158  | 149  | 166  | 166  |
|               | 2013 | 2014 | 2015 | 2021 | 2022 | 2023 | 2024 |

A 2011-es népszámlálás során a lakosok 90,9%-a magyarnak, 8,4% németnek mondta magát (8,4% nem nyilatkozott; a kettős identitások miatt a végösszeg nagyobb lehet 100%-nál). A vallási megoszlás a következő volt: római katolikus 55,8%, református 3,9%, evangélikus 3,9%, felekezeten kívüli 13,6% (22,1% nem nyilatkozott).
2022-ben a lakosság 90,6%-a vallotta magát magyarnak, 1,3% németnek, 1,3% egyéb, nem hazai nemzetiségűnek (9,4% nem nyilatkozott; a kettős identitások miatt a végösszeg nagyobb lehet 100%-nál). Vallásuk szerint 46,3% volt római katolikus, 6,7% evangélikus, 4% református, 0,7% egyéb keresztény, 1,3% egyéb katolikus, 10,7% felekezeten kívüli (29,5% nem válaszolt).

## Nevezetességei
- Templomrom a temetőben: (román stílusú, 13. század) – A falu keleti részén, a temetőben áll. Ez volt a középkori falu temploma, a 13. században épült, román stílusban. Egyenesen záródású szentélyének magasan álló falai fölé tetőt emeltek, hogy a további pusztulástól megóvják.
- Katolikus templom

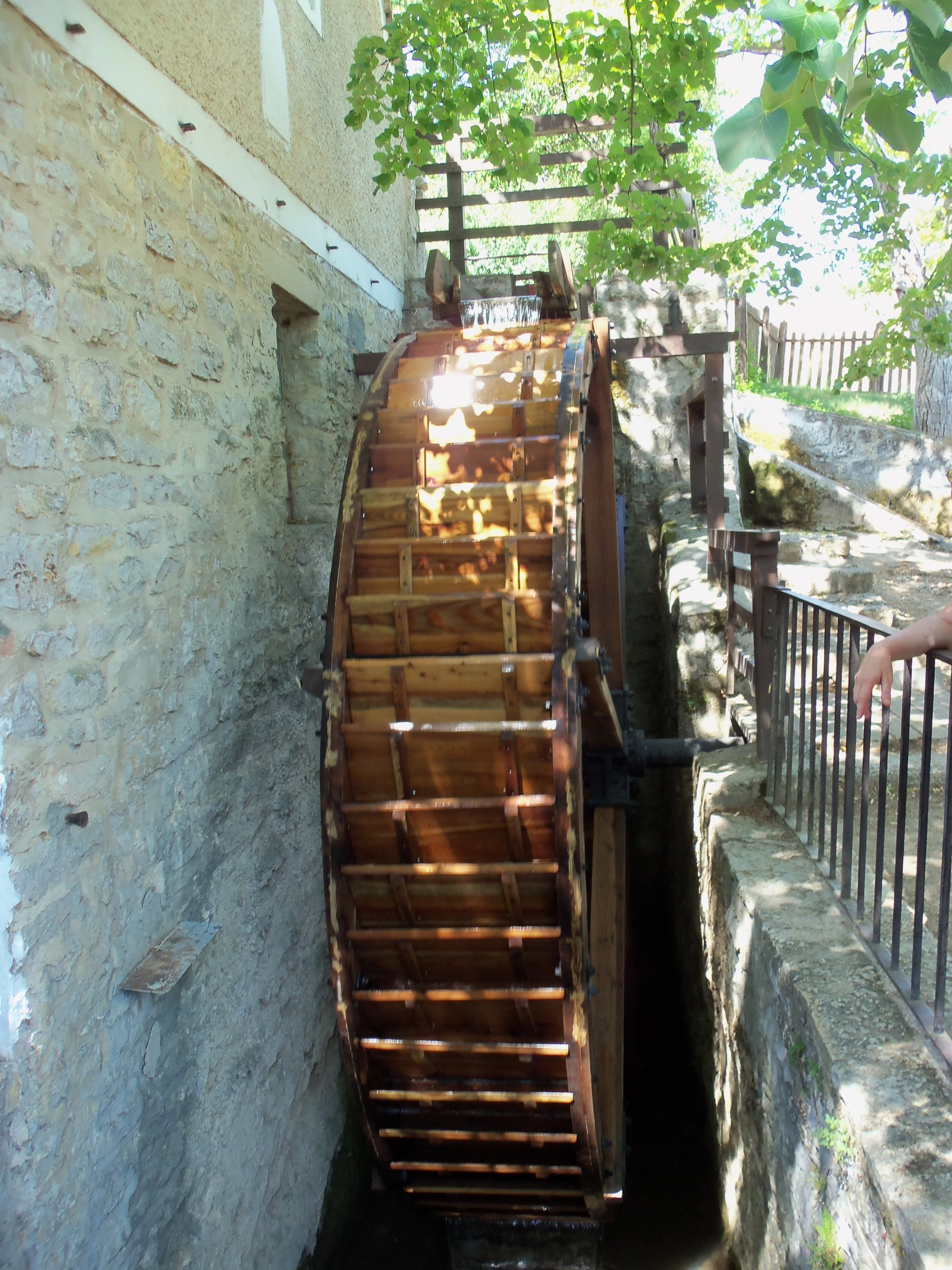
A vízimalom kereke

- Vízimalom-múzeum - 1800 körül épült, a Pécsely-patak mozgatja ma is nagy vízkerekét. Az örvényesi vízimalmokról a 13. századból maradt fenn az első feljegyzés. Ennek a ma is működőnek az elődjéről 1211-ben írtak először.[14]
- Római villa romjai a Hosszúréteknél. – A falutól nyugatra, a Hosszú-réteknek nevezett részen találhatók. A villagazdaság a 2. században keletkezett és a 4. század elején élte fénykorát. A központi épület és a fürdő mellett egy keresztény bazilikává alakított épület is előkerült az ásatások folyamán.
- Pécsely-patak hídja: kétnyílásos, késő barokk építmény, 1800 körül készült. Fülkéjében Nepomuki Szent János szobra áll.

## Településszerkezet, telekelrendezés
Örvényes az utcás falvak tipikus példája. "Ez a faluforma a középkori frank földön alakult ki… és a frank települők folytán terjedt el kelet felé, a hatóságok beavatkozása eredményeképpen." PERÉNYI szerint a csűrös településsel együtt ez forma német eredetű.
Későbbiekben a főutcával - Szent Imre utcával – párhuzamosan itt egy újabb utcát nyitnak (Új utca). Ezt JANKÓ mint a zárt településű úti faluk továbbfejlődésnek egyik alapjaként említi. Örvényesen a párhuzamos utca 1946–1949-ben alakult ki.
"A soros falu, ebből következően a telek formája eleve megszabja az elrendezés leggazdaságosabb módját - a soros építést." .. írja BÁTKY. "A soros falu hasonmása, s egyben alkotó eleme a soros udvar." A csűrös település GYŐRFFY szerint már a honfoglaló magyarok bejövetele előtt ismert a Kárpát-medencében. …
Örvényesen a sorosudvaros-csűrös telekelrendezés az általános. (Kugler)

## Megjelenése a helytörténetírásban
A gyökerek a 18. századba vezetnek, amikor a modernizálódó Habsburg-monarchia és a kialakuló államtudomány számára fontossá kezdtek válni a települések, amelyek rendszeres adójukkal és az állandó birodalmi hadsereg fenntartásával biztosították az állam és társadalom jólétét és biztonságát.
Elsőként a pozsonyi evangélikus líceum tudós tanára, Bél Mátyás (1684-1749) vállalkozott a vidék feltérképezésére, az ország állapotának feltárására, ő azonban nem említi.
A 19. század elejétől kezdve nyomtatásban megjelenő katolikus egyházmegyei évkönyvek (schematismusok) folyamatosan hírt adnak, a településekről, közlik a katolikusok és a más vallásúak lélekszámát… A Magyar Királyi Helytartótanács hivatalnoka, Nagy Lajos 1828-ban közzétett statisztikai műve szerint a faluban 34 házban 269 római katolikus lakik, vallásukat a maguk építette kápolnában gyakorolják.
A reformkorban a balatoni tudósítások a hírlapok, folyóiratok hasábjain is gyakran megjelentek. Az egyik kedvelt műfaj az útleírás volt, amelyből kötetre valót is össze lehetne gyűjteni. A beszámolók közül Hrabovszky Dávidét emeljük ki, aki az elsők között figyelt fel arra, hogy a Balaton mellékén a magyarok mellett németek is laknak, akik szorgalmasak és takarékosak, házaik csinosak. A német falvak között említi Örvényest is.
Az útleírók közül a papkeszi születésű Oláh János (1793–1867) református lelkész 1834-ben a Balaton-felvidéket, örökítette meg. A környék falvai között Örvényest is megemlíti. … Örvényes rövid leírásából megtudjuk, hogy a községet német katolikusok lakják, akik a szőlőművelésből élnek és tehetősek. A falu határa köves, de jól terem, balatoni nádasa is "igen jó". A helység egyutcás falu, amely néhány évvel korábban "csaknem egészen" leégett. A tűzvész után házai még szebben épültek újjá.
A magyar statisztika és leíró földrajz egyik megalapozója, Fényes Elek (1807-1876) 1836-ban kiadott művében rövid leírást adott Zala vármegyéről, …Örvényesről a következőket írta: "német falu a' Balaton mellett. 276 katholikus lakja. Házai egyenes sorban épültek, 's igen csinosak. Középen áll egy katholikus filialis templom. Lakossai sok szőllőt bírván, 's borral kereskedvén – nagyon tehetősek. - Nádassa sok és jó. Földje kevés. …„
Fényes 1851-ben megjelent geográfiai szótárában megközelítően pontos leírást adott Örvényesről. A kiadvány olvasója megtudhatta, hogy Örvényes "német falu, Zala vármegyében, a Balaton mellett, a tihanyi félsziget szélén: 260 katholikus lakja. Házai egyenes sorban épültek és igen csinosak, katholikus fiók templommal. Lakosai sok szőlőt bírván, s borral kereskedvén, igen tehetősek. Nádasa sok; szántóföldje kevés. Földesura a tihanyi apát. Utolsó posta Veszprém.”
Rómer Flóris (1815-1889) győri bencés gimnáziumi tanár, egyúttal az első jelentős Bakony-kutató az 1859, évi nyári szünidőt használta fel a régió tanulmányozására. Rómer a táj természeti, régészeti, néprajzi és történeti kincseit vette számba. ... Mivel a tudós elsősorban a Bakonyra volt kíváncsi, a Balatonfelvidék községeinek egy részét csak érintette. XXVII. levelében számolt be azon útjáról, amely során Mencshely, Csicsó, Antalfa, Alsódörgicse, Örvényes, Tihany és Balatonfüred látnivalóival ismerkedett.
A 19. század második felében már megkezdődött a települések egyháztörténeti kutatása is. Jalsovics Alfréd (1833-1897), „fürdőintézeti lelkészt" a balatonfüredi lelkészi állomás megszervezésének 100 éves jubileuma ösztönözte a tihanyi apátság történetének megírására 1889-ben. ... A feldolgozásból megtudhatták az olvasók, hogy "Örvényes II. András király uralkodása idejétől (1205-1235) az apátság birtoka volt." "Eörvényes" szerepelt az 1266-ban és 1358-ban készült birtokösszeírásban is.
Pisky István tihanyi várkapitánya 1585-1589 közötti följegyzései…, melyek között 1588-ból két örvényesi szőlőbecsűt (kibecslést) is említ. Ez az első forrásközlés, amely Örvényes történetébe enged bepillantást.
Békefi Remig 1899 tavaszán kapott felkérést a Balaton környék egyházai és várai középkori (1540-ig terjedő) történetének feltárására. … A mű Hornig Károly veszprémi püspök anyagilag is támogatta. … Az igényes fotókkal és rajzokkal illusztrált kötetben Örményesről (Örvényesről), mint a tihanyi apátság birtokáról is említést tett.
A Balaton-környék néprajzi kutatásának alapvetése Jankó János (1868-1902) nevéhez fűződik. 1902-ben megjelent monográfiájában a Balaton-melléki lakosság népéletének bemutatása során számos adatot és megfigyelést közölt a német nemzetiségi falvakról, köztük Örvényesről is. Alapos feldolgozása napjainkban is hivatkozási alap.
Jalsovics … áttekintését minőségileg haladta meg Sörös Pongrác (1873-1919) kétkötetes monográfiája, amely a tihanyi apátság történetét szakszerűen, pozitivista alapossággal dolgozta fel. Az első kötetben az apátság közép- és újkori, a másodikban a legújabb kori (1701-1911 közötti) történetének részeként röviden az egyes birtokok (települések) történetét is fölvázolta. Sörös feldolgozása a pannonhalmi bencés rendtörténeti sorozat X-XI. köteteként jelent meg. Örvényes történetére nézve eligazítást ad az egyház, iskola, gazdálkodás (helyi ipar, hegyközség), községi és egyházközségi élet jellemző vonásairól. A tihanyi apátsági uradalom szervezetébe ágyazott faluról ez az első tudományos igényű történeti feldolgozás, melyet nem követett további…
Az apátság-történettel közel egy időben állította össze a veszprémi püspökség plébániáinak és filiáinak történeti bibliográfiáját Lukcsics József (1875-1937) egyháztörténész, könyvtáros, aki Örvényesre vonatkozólag 13 tételben hivatkozott a nyomtatásban megjelent forrásokra, melyekből főként a falu középkori történetére vonatkozó közleményekről adott eligazítást.
Első megbízható, levéltári forrásokon alapuló, rövid történeti összefoglalást az 1964-ben megjelenő Megyei Helytörténeti Lexikon adta. A lexikon második kötete 1988-ban, amely a korábbinál bővebb, több szempontot érvényesítő szócikket szentelt egy-egy Veszprém megyéhez csatolt községnek. Örvényes történetét a szerzők 1211-től tekintik át, megemlítve, hogy a török hódoltság alatt kétszer is elnéptelenedett, utoljára 1671-ben. Szerintük a faluhelyet 1733-ban telepítette újjá az apátság Pfalzból érkező katolikus németekkel. A megélhetés fő forrása 18-19. században a mezőgazdaság, főként az állattenyésztés, szőlőművelés és borkereskedés adta.
További feldolgozásokat is megtalálhatunk Hudi József 2010-ben megjelent könyvében (lásd a források között).

## Külső hivatkozások
- Örvényes az utazom.com honlapján
- Vízimalom a Vendégvárón
- Örvényesi vízimalom
- Európai borutak portál[halott link]
- Római villa leírása a Geocaching.hu-n
- Vízimalom leírása a Geocaching.hu-n
- Strand
- Örvényes.lap.hu - linkgyűjtemény